# Elrose
Elrose är en ort i Kanada.   Den ligger i provinsen Saskatchewan, i den centrala delen av landet, 2 500 km väster om huvudstaden Ottawa. Elrose ligger 625 meter över havet och antalet invånare är 477.
Terrängen runt Elrose är platt. Trakten runt Elrose är nära nog obefolkad, med mindre än två invånare per kvadratkilometer.. Det finns inga andra samhällen i närheten.
Trakten runt Elrose består till största delen av jordbruksmark.